# Presidentsverkiezingen in Tsjaad 2021
De Presidentsverkiezingen in Tsjaad van 2021 werden op 11 april gehouden en werden voor de zesde keer op rij gewonnen door zittend president Idriss Déby die sinds 1990 aan de macht was. De verkiezingen verliepen in een sfeer van intimidatie en voldeden niet aan de democratische standaard en werden geboycot door de voornaamste oppositiepartijen..
Op 19 april werd de officiële verkiezingsuitslag bekendgemaakt door de kiescommissie: Déby had de verkiezingen gewonnen met bijna 80% van de stemmen. De tegenkandidaat met de meeste stemmen was Albert Pahimi Padacké van de Rassemblement national pour la démocratie au Tchad - le Réveil bleef steken op 10%.

## Uitslag
| Kandidaat          | Kandidaat             | Partij                                             | Stemmen   | %      |
| ------------------ | --------------------- | -------------------------------------------------- | --------- | ------ |
|                    | Idriss Déby           | Mouvement patriotique du salut                     | 3.663.431 | 79,32  |
|                    | Albert Pahimi Padacké | Rassemblement national pour la démocratie au Tchad | 476.464   | 10,32  |
| Overige kandidaten | Overige kandidaten    | Overige kandidaten                                 | 478.838   | 10,37  |
| Totaal             | Totaal                | Totaal                                             | 4.618.733 | 100,00 |
| Bron: CENI         |                       |                                                    |           |        |

## Nasleep
Een dag na de bekendmaking van de uitslag stierf president Déby bij een bezoek aan de frontlinie - de regering is verwikkeld in een strijd met rebellen. Déby's zoon, generaal Mahamat Idriss Déby Itno, werd aangesteld als Voorzitter van de Militaire Overgangsraad.

## Afbeelding

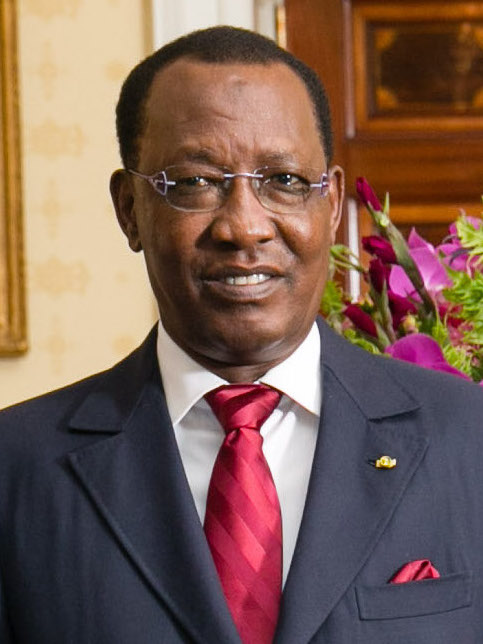
Idriss Déby 79,32%
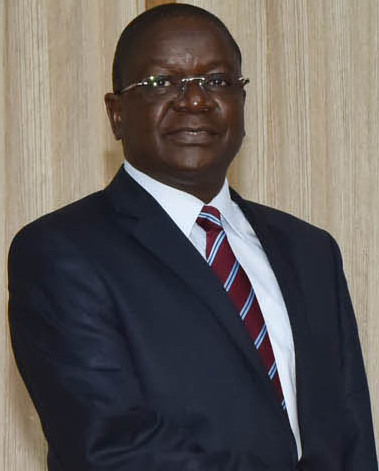
Albert Pahimi Padacké 10,32%